# USS Charleston (C-22)
Pour les autres navires du même nom, voir USS Charleston.
L’USS Charleston (C-22/CA-19) est un croiseur protégé de classe St. Louis de l'United States Navy.

## Histoire
Le Charleston navigue vers les ports d'Amérique du Sud à l'été 1906 avec le secrétaire d'État Elihu Root à bord pour des visites diplomatiques, et après avoir débarqué le groupe officiel à Panama en septembre, il retourne sur la côte ouest pour une révision. Il quitte à nouveau San Francisco le 6 décembre 1906 pour commencer son service dans la Pacific Squadron, naviguant le long de la côte ouest de la baie de Magdalena, au Mexique, vers Esquimalt, en Colombie-Britannique, pour des exercices et des manœuvres de flotte jusqu'au 10 juin 1908, date à laquelle il entre dans la Puget Sound Naval Shipyard pour préparer le long passage vers l'Asiatic Squadron. Pendant ce temps, le Charleston s'est arrêté à Portland (Oregon) en juin 1907 pour le Portland Rose Festival. Le Charleston fut le premier navire de la marine américaine à assister à l'événement, une tradition à laquelle la marine continue de participer aujourd'hui.
Quittant Puget Sound le 28 octobre 1908, le Charleston sert en Extrême-Orient jusqu'au 11 septembre 1910, d'abord comme vaisseau amiral de la 3e escadre de l'United States Pacific Fleet, puis comme vaisseau amiral de l'United States Asiatic Fleet. Basée à Cavite (Philippines), en hiver, la flotte se déplace vers le nord chaque été jusqu'à Yantai, en Chine, pour poursuivre ses exercices et ses visites dans les ports de Chine, du Japon, de Mandchourie et de Russie, rappelant ainsi l'intérêt américain pour l'Extrême-Orient. De retour à Bremerton, Washington, le Charleston est mis hors service le 8 octobre 1910 à Puget Sound.
Mis en réserve le 14 septembre 1912, le Charleston rejoint la flotte de réserve du Pacifique, restant à Puget Sound comme navire de réception jusqu'au début 1916, mis à part un voyage à San Francisco en octobre 1913 comme vaisseau amiral du commandant en chef de la flotte de réserve du Pacifique. Avec une nouvelle mission d'appel d'offres pour les sous-marins basés dans la zone du canal de Panama, le Charleston arrive à Cristóbal le 7 mai 1916, pour un an d'opérations avec des sous-marins, de reconnaissance, de mouillages et d'exercices de tir.
Le jour de l'entrée des États-Unis dans la Première Guerre mondiale, le 6 avril 1917, le Charleston est engagé dans le conflit et, début mai, il se présente au service de la Patrol Force dans les Caraïbes. Basé à Saint-Thomas (îles Vierges des États-Unis), il patrouille à la recherche de pillards commerciaux tout au long du mois de mai, puis navigue vers le nord en transportant des Marines d'Haïti à Philadelphie.
Il se prépare à rejoindre l'escorte du convoi transportant les premières troupes du corps expéditionnaire américain vers la France, qui part de New York le 14 juin et arrive à Saint-Nazaire, après un passage en toute sécurité dans les eaux des sous-marins le 28 juin, et revient à New York le 19 juillet. Après avoir formé des volontaires et des réserves pendant deux semaines à Newport, le Charleston se dirige le 16 août vers La Havane, à Cuba, où il supervise la navigation en remorquage de plusieurs anciens navires allemands vers la Nouvelle-Orléans. Il escorte un convoi de Cristóbal aux Bermudes, où il rencontre un groupe de transports britanniques, gardant son passage vers Hampton Roads.
En septembre et octobre 1918, il effectue deux voyages d'escorte de convoi vers la Nouvelle-Écosse, puis rejoint la Cruiser and Transport Force, avec laquelle il effectue cinq voyages en France, transportant des troupes d'occupation et revenant avec des anciens combattants.
Le Charleston navigue de Philadelphie pour la côte ouest le 23 juillet 1919, atteignant Bremerton le 24 août. Il est placé en service réduit jusqu'à fin 1920, lorsqu'il arrive à San Diego pour servir de navire amiral administratif au commandant des escadres de destroyers de la Pacific Fleet. Il exerce cette fonction jusqu'au 4 juin 1923, date à laquelle il navigue pour le Puget Sound Navy Yard et est mise hors service le 4 décembre 1923. Il est vendu le 6 mars 1930.
Le Charleston est démonté jusqu'à la ligne de flottaison, puis vendu à la Powell River Company, Ltd. Le 25 octobre 1930, le navire est remorqué jusqu'à Powell River, en Colombie-Britannique, au Canada, pour servir de brise-lames flottant pour une grande usine forestière. La carcasse est lestée, ancrée et périodiquement pompée pour la maintenir à flot. L'année suivante, il est rejoint par la coque du croiseur USS Huron. En 1961, le mauvais temps provoque une inondation partielle du Charleston et sa coque est remorquée jusqu'à Kelsey Bay, sur la côte nord de l'île de Vancouver. La carcasse est échouée pour servir de brise-lames, où elle peut être vue encore aujourd'hui.